# Oleg Tistol
Oleg Tistol (en ukrainien : Олег Михайлович Тiстол), né le 25 août 1960 dans l'oblast de Mykolaïv, en Ukraine, alors en Union soviétique, est un artiste ukrainien, représentant du mouvement néo-baroque ukrainien et l'un des chefs de file de la « nouvelle vague ukrainienne ».

## Biographie
Oleg Tistol naît le 25 août 1960 dans le canton de Vradievka, dans l'oblast de Mykolaïv, dans la famille du scientifique et agriculteur Michael Fedorovich Tistol. En 1970, sa mère, Bolgarina (Tistol) Valentina Sergeevna obtient un poste de responsable dans la culture. Oleg Tistol déménage avec ses parents à Mykolaïv. 
Il commence ses études artistiques en 1972 à l'école d'art pour enfants fondée par sa mère à Mykolaïv. En 1974, il entre à l'école d'art républicain de Kiev, au département de peinture, et s'installe à Kiev. En 1978-1979, il travaille comme designer au Khudfond (fondation d'art) de Mykolaiv. De 1979 à 1984, il étudie à l'Institut national des arts décoratifs et appliqués de Lviv. 
En 1984-1986, il sert dans l'armée dans l'unité militaire Makarov-1, où il rencontre Konstantin (Vinny) Reunov. En 1988, Oleg Tistol épouse la peintre Marina Skugareva.
Lors de la première exposition soviéto-américaine Soviart, Oleg Tistol fait la connaissance de l'artiste Dmitry Kantorov, qui l'invite au squat de Moscou Furmanny Lane. À partir de la fin 1988, Tistol et Reunov, en coopération avec la commissaire Olga Sviblova, exposent leurs œuvres à Glasgow, Reykjavik, Helsinki. Entre 2002 et 2009, Oleg Tistol travaille avec Olga Lopuhova pour l'exposition rétrospective commune Khudfond (2009).
Il est membre de l'Union nationale des artistes d'Ukraine. Il réside et travaille à Kiev depuis 1993.

## Travaux

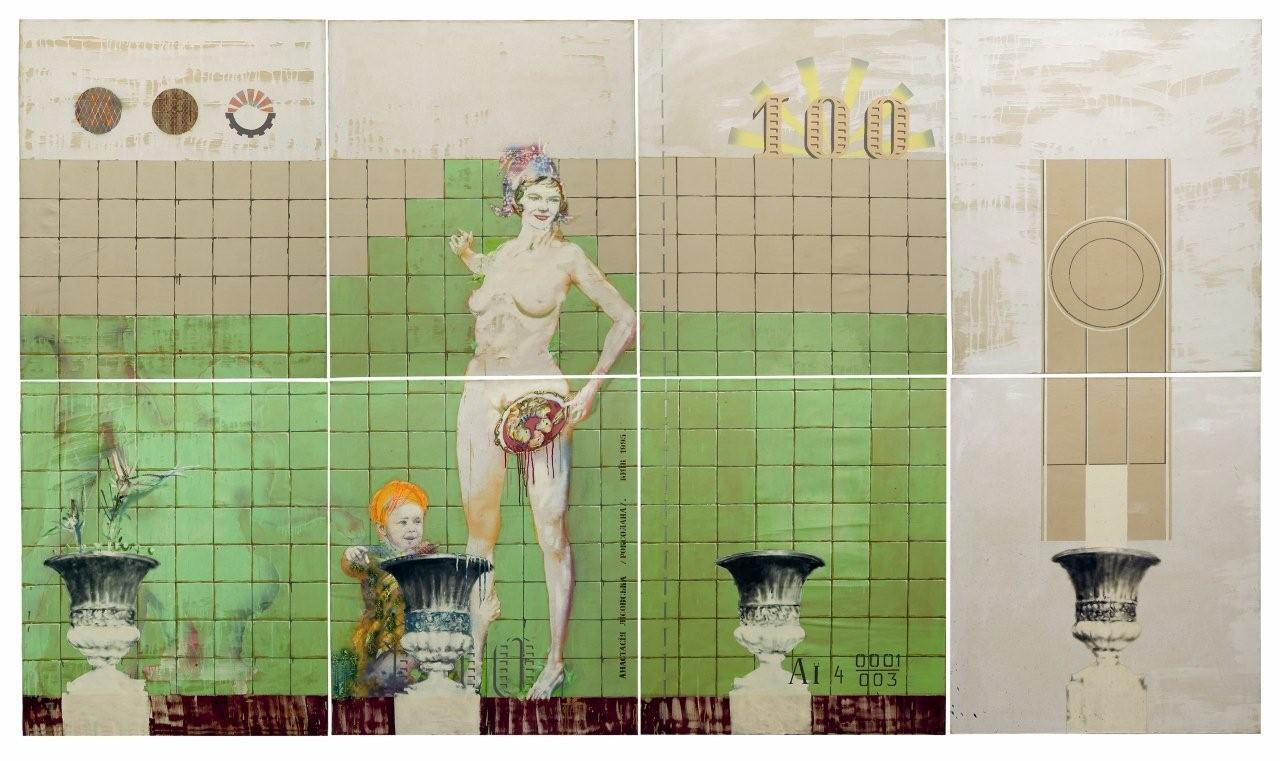
Projet de monnaie ukrainienne, Roxelana, 280х480 cm, huile sur toile, 1995.

L'art d'Oleg Tistol consiste principalement en peintures, installations à grande échelle, photos, sculptures et objets d'art. Il participe régulièrement aux événements artistiques internationaux.
Son art se développe à la lisière des époques soviétique et post-soviétique ; il combine une critique de la culture soviétique et une réévaluation de ses clichés, ainsi que l'atmosphère vitale, joyeuse et ludique qui définit l'attrait de la « nouvelle vague ukrainienne ». Tistol est intéressé par les aspects esthétiques formels comme les plaques de pochoir, supports de couleur, surfaces peintes en douceur.
Les premières œuvres d'Oleg Tistol sont de grandes peintures comme « Zinovy Bogdan Khmelnitsky » et « Réunification » en 1988, « L'adieu de Slavyanka » et « Exercice avec des masses » en 1989. Elles sont caractéristiques de la « nouvelle vague » ukrainienne par le jeu libre avec des symboles, des couleurs vives expressives vives et une « exagération » particulière des motifs artistiques.
En 1987, Oleg Tistol et Konstantin Reunov annoncent le programme « Un bord résolu du post-éclectisme national ». L'idée principale est l'aspiration à définir l'espace national comme thème d'étude, en renouvelant le langage de l'art et les fondements de la peinture. La tradition nationale, souvent identifiée au baroque cosaque, devient un objet de recherche des peintres ukrainiens. 

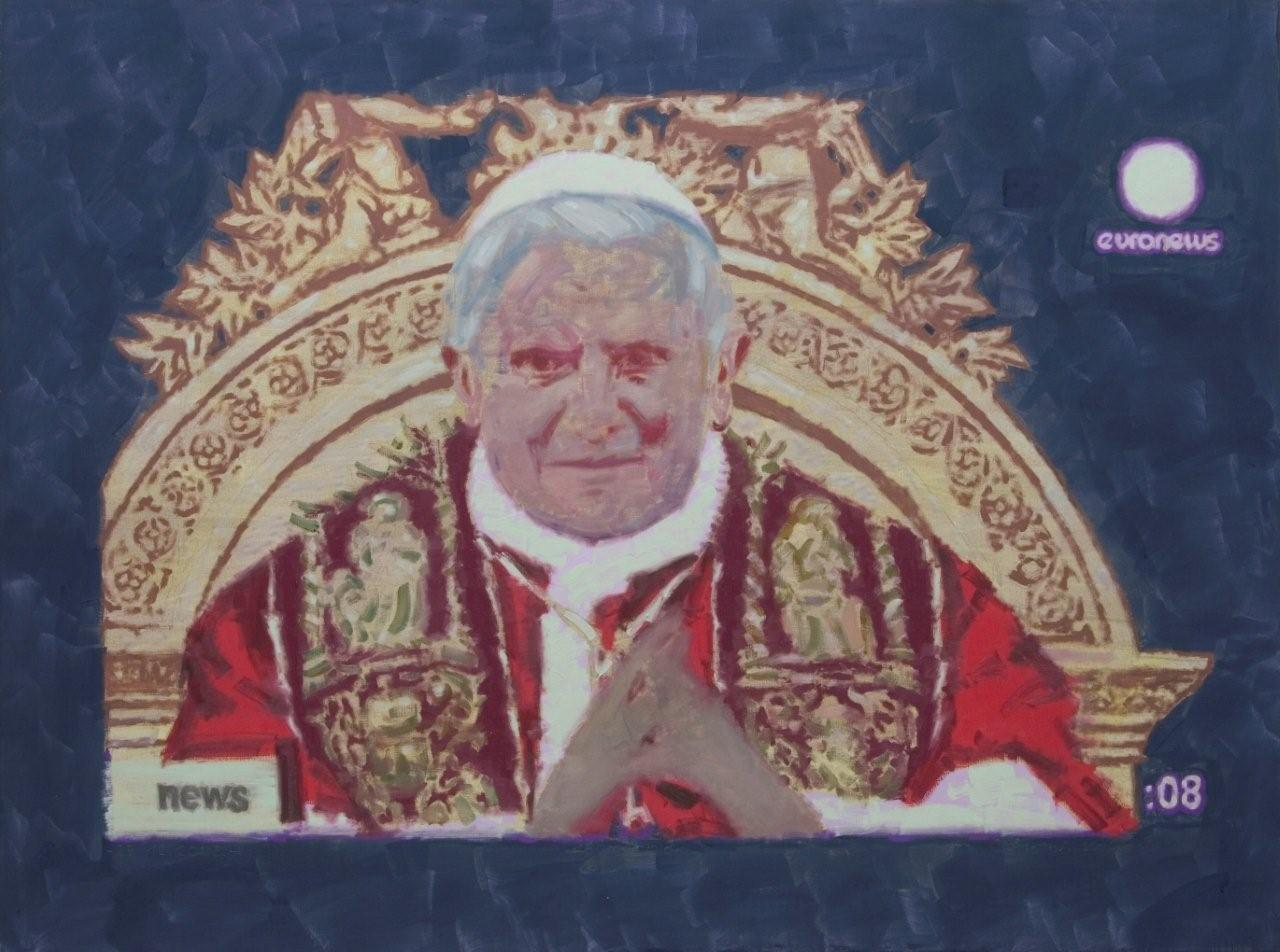
TV + réalisme, 25.12.2009, 150х200 cm, huile sur toile, 2009.

Simultanément, à partir du milieu des années 1990, Oleg Tistol et son collègue artiste Mykola Matsenko développent le concept de « Natsprom » (« Industrie nationale »), étudiant les stéréotypes nationaux fixés dans le milieu ambiant. Leurs projets «Le musée d'Atatürk», «Le musée d'architecture», «Le musée d'Ukraine» et «La mère des villes» combinent la peinture, la photographie et les objets d'art, et sont un exemple de clarté et d'adéquation du concept. L'architecture y apparaît comme un décor capable de décorer les spectacles les plus surprenants de la vie. Dans le même temps, après avoir traversé les filtres de la vision artistique, les bâtiments célèbres et ordinaires apparaissent comme des visions et des fantômes, prêts à tout moment à céder leur place à de nouveaux fantasmes architecturaux. De cette manière, les œuvres des artistes attirent l'attention du public ukrainien sur le thème de la manipulation avec le patrimoine historique marqué par la popularité des « reconstructions architecturales » qui remplissent de nombreuses villes ukrainiennes, ayant les dispositions traditionnelles, avec la stylisation de faux bâtiments.
Le thème des « stéréotypes » est encore exploité par Oleg Tistol dans sa série de peintures « National Geography » (1998–2004) où il combine « le local » et « l'étranger », l'authentique et l'emprunté, l'ethnique et l'international. Les sources en sont les anciens magazines illustrés avec des photos ethnographiques de « différentes tribus ». L'exotisme national est considéré alors comme la stratégie contemporaine de « vendre des marques locales sur le marché mondial ».
Dans les années 2000, et jusqu'au début des années 2010, Oleg Tistol dépeint certains de ses contemporains. 
Depuis 2006, Oleg Tistol travaille sur le projet « UBK » (abréviation russe pour « Côte sud de la Crimée »). Poursuivant sa recherche de stéréotypes, il les retrouve dans son quotidien. Le sujet principal de ce projet sont les palmiers sur le quai de Yalta. C'est aussi la suite du thème "géographie nationale", où la Crimée est le symbole d'un lieu de vacances, de détente, de paradis. Oleg Tistol est attiré par son environnement artificiel, transformant le paysage, car les palmiers ne sont pas des arbres authentiques de Crimée, ils y ont été plantés au XXe siècle, formant son « nouveau stéréotype ». Les différentes techniques comme la photo, la peinture, le dessin, utilisées dans « UBK », sont utilisées l'une dans l'autre. Le projet contient les peintures picturales et les cycles d'estampes, où des pages des cahiers d'écolier, des notes rapides, des croquis informels, des reçus de supermarché, des factures d'hôtels et de blanchisserie, des lettres, des invitations à d'anciennes expositions et ses billets d'avion sont utilisés comme arrière-plan.
Ses œuvres font partie des collections publiques de différents musées, comme le Stedelijk Museum à Amsterdam, le Cristoph Merian Stiftung à Bâle, le Musée d'histoire de Moscou, le PinchukArtCentre à Kiev Kiev, le Ministère de la Culture de Turquie à Ankara.

## Biennales
- 2001 - « Le premier projet ukrainien » à la 49e exposition internationale d'art moderne à Venise.
- 1996 - Photobiennale internationale de Moscou « Interphoto ».
- 1994 - « 17 septembre », 22e Biennale à São Paulo .

## Œuvres dans les collections des musées
- PinchukArtCentre, Kiev, Ukraine.
- Musée Stedelijk, Amsterdam, Pays-Bas.
- Collection Norton Dodge, États-Unis.
- Musée d'histoire de Moscou, Russie.
- Ministère de la culture de la Turquie, Ankara.
- Fund Christoph Merian Stiftung, Bâle, Suisse.